# Guy Kawasaki
Guy Kawasaki (Honolulu, 30 agosto 1954) è un manager, imprenditore e saggista statunitense.

## Biografia
Kawasaki era uno dei dipendenti dell'Apple Computer responsabili del marketing del computer Macintosh nel 1984. Ha coniato il concetto di evangelista nel mondo dell'elettronica di consumo. È stato uno dei pochi ad avere il titolo di Apple Fellow, creato dalla stessa Apple per premiare i suoi migliori dipendenti. Nel 1987 abbandona la Apple Computer e diventa CEO della società ACIUS, che produce il database 4th Dimension.
Attualmente è CEO di garage.com, una società che finanzia iniziative a tecnologia avanzata nella Silicon Valley, California.
Il 24 marzo 2015 è stata annunciata la nomina di Kawasaki come membro del board of trustees della Wikimedia Foundation.
Kawasaki ha una laurea in psicologia ottenuta dalla Stanford University e un master dell'University of California, Los Angeles. È un giapponese-americano nato a Honolulu, Hawaii. È sposato con Beth, dalla quale ha avuto tre figli e una figlia.